# Maggie Wei Wu
Maggie Wei Wu est une femme d’affaires chinoise, née en 1969. Elle est directrice des finances de la société Alibaba Group, un géant du commerce en ligne en Chine. Elle est incluse dans la liste des 50 femmes les plus puissantes du magazine Fortune.  

## Biographie

### Formation
Maggie Wei Wu a une licence de comptabilité de la Capital University of Economics And Business à Pékin. Elle a aussi un diplôme d’expert comptable. 

### Directrice chez Alibaba.com
Elle a d’abord travaillé dans le cabinet d’audit KPMG LLP, avant d’intégrer Alibaba Group. À partir de juillet 2007, elle est nommée directrice des finances de Alibaba.com, chargée du site internet de commerce en ligne du même nom. Puis entre 2010 et 2013, elle devient adjoint de la direction des finances de la Holding Alibaba Group. À partir de 2013 elle est nommée directrice des finances de Alibaba Group. Elle a pour mission l'introduction à la bourse de New-York de la société qui intervient en septembre 2014,. 
En 2010, elle est élue meilleure directrice des finances dans le sondage annuel de FinanceAsia pour les sociétés les mieux gérées d'Asie. Elle est membre de l'Association of Chartered Certified Accountants (ACCA) et de l'Institut chinois des experts-comptables.
En 2015, Maggie Wei Wu annonce des gains en hausse de 28% pour le géant chinois du commerce électronique. Fin janvier 2016, Alibaba Group enregistre une hausse de 42%. Mais Maggie Wei Wu est sous pression depuis l’ouverture d’une enquête de la Securities and Exchange Commission sur des pratiques comptables douteuses.